# Hàn Lập Minh
Hàn Lập Minh (tiếng Trung giản thể: 韩立明, bính âm Hán ngữ: Hán Lìmíng, sinh tháng 9 năm 1964, người Hán) là nữ chính trị gia nước Cộng hòa Nhân dân Trung Hoa. Bà là Ủy viên dự khuyết Ủy ban Trung ương Đảng Cộng sản Trung Quốc khóa XX, hiện là Thường vụ Tỉnh ủy Giang Tô, Bí thư Thành ủy Nam Kinh.
Hàn Lập Minh là đảng viên Đảng Cộng sản Trung Quốc, học vị Cử nhân Chính trị học, chức danh Cao cấp công trình sư. Bà có 40 năm sự nghiệp đều công tác khắp các địa phương của quê nhà Giang Tô.

## Xuất thân và giáo dục
Hàn Lập Minh sinh vào tháng 9 năm 1964 tại địa cấp thị Thường Châu, tỉnh Giang Tô, Cộng hòa Nhân dân Trung Hoa. Bà lớn lên và tốt nghiệp cao trung ở Thường Châu, vào tháng 9 năm 1981 thì theo học Trường Chuyên khoa Sư Phạm Trấn Giang, tốt nghiệp khoa học Trung văn vào tháng 8 năm 1984. Sau đó 1 tháng, bà nhập học Học viện Thuyền Trấn Giang, nay là Đại học Giang Tô, theo diện tại chức, tốt nghiệp cử nhân đại học chuyên ngành giáo dục tư tưởng chính trị vào tháng 7 năm 1987. Bà từng tham gia các khóa học như tiến tu nghiên cứu sinh chuyên nghiệp về quản lý hành chính và kinh tế khoa học kỹ thuật của Đại học Đông Nam từ tháng 9 năm 1997 đến tháng 9 năm 1999; khóa bồi dưỡng huấn luyện quản lý nhân tài kinh tế cấp cao của tỉnh Giang Tô tại Pháp giai đoạn tháng 5–7 năm 2010. Hàn Lập Minh được kết nạp Đảng Cộng sản Trung Quốc vào tháng 4 năm 1986 ở trường Thuyền Trấn Giang, tham gia khóa nghiên cứu tại chức về kinh tế chính trị từ tháng 9 năm 2001 đến tháng 12 năm 2002 tại Trường Đảng Tỉnh ủy Giang Tô.

## Sự nghiệp

### Các giai đoạn
Tháng 8 năm 1984, sau khi tốt nghiệp trường chuyên khoa Trấn Giang, Hàn Lập Minh được trường giữ lại làm giảng viên Văn phòng Giáo dục đạo đức. Bà giảng dạy trong 5 năm 1984–89, đường trường cử đi học bậc đại học, cho đến tháng 7 năm 1989 thì rời trưởng, chuyển tới Đoàn Thanh niên Cộng sản Trung Quốc của địa cấp thị Thường Châu để công tác với vị trí cán bộ Ban Tuyên truyền Thị đoàn, rồi Phó Chủ nhiệm Văn phòng Hội Liên hiệp Thanh niên Thường Châu. Sang cuối năm 1991, bà là Thư ký Văn phòng Thị đoàn, nâng ngạch phó khoa trưởng khoa tổng hợp của văn phòng này sau đó 1 năm, rồi thăng chức Phó Bí thư Thị đoàn từ tháng 5 năm 1994. Sau 10 năm ở Thị đoàn Thường Châu, bà được điều sang Cục Phát thanh Truyền hình Thường Châu làm Phó Bí thư Đảng ủy, Bí thư Ủy ban Kiểm Ký của cục, công tác ở đây thêm 3 năm.
Vào tháng 4 năm 2002, Hàn Lập Minh được điều về quận Chung Lâu của Thường Châu, nhậm chức Phó Bí thư Quận ủy, Bí thư Ủy ban Kiểm Kỷ, Bí thư Ủy ban Chính Pháp Quận ủy. Ở đây 8 tháng thì bà được điều sang quận Vũ Tiến làm Phó Bí thư Quận ủy, Phó Quận trưởng, cho đến tháng 12 năm 2005 thì tiếp tục điều chuyển và lần này là thành phố cấp huyện Lật Dương của Thường Châu, nhậm chức Phó Bí thư Thị ủy, Thị trưởng, sau đó thăng chức là Bí thư Thị ủy, Chủ nhiệm Ủy ban Thường vụ Nhân đại Lật Dương. Đầu năm 2008, bà ứng cử và trúng cử là đại biểu của Đại hội Đại biểu Nhân dân Toàn quốc khóa XI từ Giang Tô, nhiệm kỳ 2008–13. Tháng 5 năm 2011, bà được điều tới địa cấp thị Nam Thông, chỉ định vào Ủy ban Thường vụ Thị ủy, phân công làm Bộ trưởng Bộ Tổ chức Thị ủy. Sau đó 1 năm, bà là Phó Thị trưởng thường vụ, thêm 4 năm thì thăng chức làm Thị trưởng Nam Thông, cấp chính sảnh, địa. Tới tháng 4 năm 2018, bà được điều tới 1 địa cấp thị khác là Thái Châu, nhậm chức Bí Thư Thị ủy, được bầu làm Chủ nhiệm Ủy ban Thường vụ Nhân đại Thái Châu, trở thành nữ lãnh đạo đầu tiên của Thái Châu kể từ khi địa cấp thị này được kiến lập năm 1996. Ở Thái Châu, bà tiếp tục trúng cử Đại hội Đại biểu Nhân dân toàn quốc khóa XIII nhiệm kỳ 2018–23. Tháng 9 năm 2019, bà được điều về thủ phủ Nam Kinh, nhậm chức Phó Bí thư Thành ủy, kiêm Chủ nhiệm Ủy ban Quản lý tân khu Giang Bắc, được bầu làm Thị trưởng sau đó 1 tháng.

### Cấp cao
Tháng 4 năm 2021, Hàn Lập Minh được bầu vào Ủy ban Thường vụ Tỉnh ủy Giang Tô, cấp phó tỉnh, phân công làm Bí thư Thành ủy Nam Kinh, Bí thư thứ Nhất Đảng ủy Khu Cảnh bị Nam Kinh. Bà vẫn kiêm nhiệm lãnh đạo của tân khu Giang Bắc cho đến giữa năm 2022. Cuối năm này, bà tham gia Đại hội Đảng Cộng sản Trung Quốc lần thứ XX từ đoàn đại biểu Giang Tô. Trong quá trình bầu cử tại đại hội, bà được bầu là Ủy viên dự khuyết Ủy ban Trung ương Đảng Cộng sản Trung Quốc khóa XX.